# Георги Германов (певец)
Вижте пояснителната страница за други личности с името Георги Германов.
Георги Германов е един от най-изтъкнатите български народни певци, събирачи на песни и автор на книги. Изпълнява песни предимно от Странджанската и Тракийската фолклорни области.

## Биография
Георги Германов е роден на 3 юли 1942 г. в град Обзор, в музикално семейство на преселници от Източна Тракия и Мала Азия. На 14 години започва да свири на акордеон, а по-късно – и на тамбура. Заучава репертоара си от родителите и съселяните си. От 1959 г. живее във Варна. Дейността си като професионален певец и музикант започва през 1964 г., след като е поканен в концертна група. Работи към „Балкантурист“ (държавната туристическа организация по онова време), там посреща държавни делегации с известни изпълнители – сестри Кушлеви, Георги Чилингиров, Соня Кънчева, Добра Савова и др. Става оркестрант (на акордеон и тамбура) и солист на Ритуалния оркестър към Общината във Варна. Във фонда на Българското национално радио има над 200 записа с народни песни на Георги Германов – част от тях с Оркестъра за народна музика и част с Увалийската група с ръководител Михаил Маринов. Има и много записани песни в дует с дъщеря си Калина Германова.
Повечето от песните, които пее, са странджански и тракийски. Но в репертоара му има и родопски, македонски и северняшки, както и градски, и авторски. Градските и авторските песни, които изпълнява, са близки до народните.
Има издадени 9 самостоятелни албума и участия в още 17 сборни, записани на аудиокасети и компактдискове. Първата му издадена песен „Янка за вода ходеше“ е през 1983 г. от „Балкантон“ в дългосвирещата плоча „Ансамбъл за народни песни и танци Варна“ – кат. № ВНА 10988. Следващите му издадени песни са от 1989 година: „Едно лудо-младо“ и „В момина малка градинка“ в дългосвирещата плоча „Държавен ансамбъл за народни песни и танци Варна“ – кат. № ВНА 12507 от „Балкантон“. През 1994 г. е издаден първият му студиен албум „Ах, запас...!“ на аудиокасета, съдържащ хитовете „Събрали се сватове“, „В градинка на боклук“, „Пиян Георги се жени“, „Ален божур в градинка“, „Още кат съм се родил“, „Песен за Йордан пленника“, както и едноименната песен „Ах, запас...!“. Автор е на книгите „Манде ле, чаша сребърна“, „Песен от душа блика“ (2002), „Живот, с музика и песен“, „Родна Тракия любима“, „Животът си тече“ и „Лек за душата“ излязла през ноември 2016 г. В тях той е събрал голяма част от репертоара си – повече от 350 песни – тракийски и от други фолклорни области, градски фолклор, както и произведения на фолклорна основа по текстове на съвременни български поети. Участвал е и в издаването на компактдискове на редица фолклорни групи от цялата страна.

## Дискография
| Година | Албум                                                                        | Вид | Издател         | Каталожен номер |
| ------ | ---------------------------------------------------------------------------- | --- | --------------- | --------------- |
| 1994   | „Ах, запас...!“                                                              | MC  | ЕЙМИ Варна      |                 |
| 1995   | „Стига ревност. Градски песни“                                               | MC  | ЕЙМИ Варна      |                 |
| 1998   | „Калина и Георги Германови. Найдената“                                       | MC  | ЕЙМИ Варна      |                 |
| 2002   | „Георги Германов и приятели. Капитан Петко войвода“                          | MC  | Sunrise Marinov |                 |
| 2003   | „Родил съм се мераклия“                                                      | CD  | Sunrise Marinov | SM 0097         |
| 2005   | „Най-популярните песни на Георги Германов“                                   | CD  | Sunrise Marinov | SM 01362        |
| 2009   | „Песни за моя роден край. Камчийска долина“, дуетен албум с Калина Германова | CD  | Sunrise Marinov | SM 0270         |
| 2014   | „Избрани весели и хумористични песни“                                        | CD  | Sunrise Marinov | SM 0333         |
| 2022   | „Песните на Георги Германов“                                                 | CD  | Sunrise Marinov |                 |

### Популярни изпълнения
- „Песен за Йордан пленика“ (бавна песен)
- „Ах, запас“ (право хоро)
- „В градинка на боклук“ (право хоро)
- „Пиян Георги се жени“ (копаница)
- „Стоян на Елка думаше“ (ръченица)
- „Настасе чорбаджи“ (право странджанско хоро)
- „Подранила бяла Донка“ (деветка)
- „Една е Манда“ (право хоро)
- „Родил съм се мераклия“ (еленино хоро)
- „Я скокнете да скокнем“ (варненска деветка)

## Видео албуми
| Година | Заглавие                       | Вид | Издател         | Каталожен номер |
| ------ | ------------------------------ | --- | --------------- | --------------- |
| 1997   | „С песните на Георги Германов“ | VHS | ЕЙМИ Варна      |                 |
| 2007   | „Манде ле, чаша сребърна“      | DVD | Sunrise Marinov | SM 0230         |